# Amphisbaena angustifrons
Amphisbaena angustifrons este o specie de reptile din genul Amphisbaena, familia Amphisbaenidae, ordinul Squamata, descrisă de Cope 1861. Conține o singură subspecie: A. a. plumbea.